# Asociación Argentina de Football Americano
La Asociación Argentina de Football Americano (A.A.F.A.) es una asociación civil sin fines de lucro de Argentina, creada en 1996, que tiene por objetivo organizar y difundir el fútbol americano. 

## Historia
Fue ideada por un grupo de seis jóvenes que una tarde de diciembre de 1994 se juntaron para ver un partido por televisión. No se conocían con anterioridad y viviendo tan cerca uno de otro, paradójicamente fueron conectados desde los Estados Unidos. Es que todos ellos les habían escrito a Benny Ricardo y Álvaro Martín, que eran quienes en ese momento relataban y comentaban los partidos de la National Football League (NFL), la liga profesional norteamericana de fútbol americano. Esos jóvenes eran Emiliano Garcia Blaya, Bruno Damián D'alleva, Diego Jankzur, Federico Garcia Blaya, Beto Rodríguez y Facundo Fabri. 
Este grupo de jóvenes, que ciertamente era algo más numeroso que sólo seis personas, quería canalizar sus deseos de practicar el deporte que tanto admiraban, pero se encontraron con que en ningún lugar que ellos conocieran se jugaba. Por lo tanto, decidieron que serían ellos mismos quienes sembrarían la semilla del fútbol americano en la Argentina. 
Así fue que formaron la asociación más arriba citada, la cual hoy en día se encuentra en plena vigencia organizando eventos para fomentar este hermoso deporte en la Argentina.
Pero el logro más importante de la AAFA es que el esfuerzo de aquellos pioneros ha sido el génesis, en mayor y en menor medida, de todas las demás organizaciones que existen actualmente en la región.

## Los comienzos
Quienes fundaron la AAFA supieron desde el primer momento que para incentivar el asentamiento definitivo del fútbol americano en la Argentina era imprescindible jugarlo. Las primeras experiencias fueron pésimas, ya que estos pioneros querían copiar lo que veían por televisión. Esto era en parte real ya que no poseían todas las protecciones (cascos, hombreras, rodilleras, etcétera) que se deben usar para practicar este deporte. Las consecuencias fueron algunas lesiones de cierta importancia, aunque afortunadamente ninguna grave. 
Por esa razón, y luego de los sabios consejos de la gente de la NFL, de Benny Ricardo y de Álvaro Martín, decidieron adoptar el juego del Flag football o "Football de banderas o banderines". Esta versión mantiene todos los conceptos estratégicos y de habilidad, y a la vez elimina por completo el riesgo físico de los jugadores. 
La AAFA tuvo su impulso definitivo cuando Benny Ricardo llegó desde los Estados Unidos con varias pelotas y muchas ganas de difundir este nuevo deporte. El todavía pequeño pero entusiasta grupo de jóvenes que intentaba jugar a algo totalmente desconocido para ellos disfrutó de la experiencia y las enseñanzas de este exjugador de la NFL (jugó durante 11 años profesionalmente). 
La semilla plantada por Benny Ricardo echó raíces definitivas en Sudamérica. En 1996, año del bautismo de fuego, se practicó la modalidad del "Air-it-Out". Es el juego que fomenta la NFL entre jóvenes, en un tour que incluye ciudades de todo Estados Unidos. Se juega de cuatro contra cuatro y no existe ningún contacto físico. 
Cerca de ochenta personas se reunieron cada fin de semana del ’96, durante el cual la AAFA organizó el "Primer Torneo de Football de Banderines", en el que participaron once equipos y más de ochenta jugadores.

## Liga de Flag football
Desde el año 1996, la AAFA organiza anualmente su liga de Flag football de forma ininterrumpida. Es la entidad con mayor antigüedad y experiencia en este deporte de Latinoamérica.
Los objetivos de la AAFA no se terminan con el football de banderas (Flag football). Pero con esto está haciendo una base para que en años futuros se puedan formar equipos de fútbol americano normal. 
Al ser un deporte nuevo en Argentina, es imprescindible formar esa base para crear una cultura en torno al deporte. No está de más aclarar que no cualquiera puede jugar al fútbol americano tal como se puede ver a través de la pantalla de televisión. Es un juego tan violento que el solo hecho de calzarse las protecciones no asegura la integridad física de nadie. Máxime si no se tiene la preparación física y técnica que los jugadores de los Estados Unidos aprendieron desde su infancia. 
En resumen, hay que saber como golpear y, más importante, cómo recibir los golpes, lo que hoy en día es imposible imaginar porque no existen aún en el país los entrenadores capacitados para educar, sobre todo, a los chicos, que son quienes formarán esos futuros equipos. Mientras tanto, el Flag football es una alternativa muy interesante para ir andando el camino. 

### Equipos
Los equipos que actualmente forman parte de AAFA son:
- Legionarios
- Espartanos
- Leones
- Lobos
- Castores

## Competiciones internacionales

### Trofeo Independencia - México D.F. - septiembre de 1999
La AAFA presentó un equipo en el "Primer Encuentro Internacional de Flag football" trofeo Independencia, disputado entre el 3 y el 6 de septiembre de 1999 en México D.F. Participaron un total de seis equipos, dos representando a México (Texcoco y Pumasquirt), uno al Caribe, más los representativos de Estados Unidos, Canadá y, por supuesto, la Argentina.
El equipo perdió todos los partidos, pero los jugadores acumularon una valiosa experiencia y la AAFA ayudó a sentar las bases para la disputa de la primera Copa del Mundo oficial de la especialidad, que luego se disputó en febrero de 1500 en Cancún, México, y en el que intervinieron solamente un representativo de cada país.
El plantel completo fue el siguiente: Sebastián Bosch, Jaime Carrera Garza, Gonzalo Coppia, Bruno D'Alleva, Maxi Echarren, Pablo Etcheverry, Germán Grimberg, Néstor Gutkin, Diego Janczur, Juan Pablo Luporini, Diego Manjón, Adrián Mazzalupo, Iván Montoro, Gabriel Nardiello, Javier Padín, Federico Salerno, Fabián Sánchez, Daniel Saullo y Gabriel Venier. 
El 4 de septiembre se fundó la International Flag Football Federation, de la que Bruno D’Alleva, presidente de la AAFA, fue elegido como secretario. Cinco países son los miembros fundadores (Estados Unidos, México, Canadá, Alemania y Argentina), y esos miembros fueron los encargados de discutir y decidir con qué reglas se jugarían las futuras Copas del Mundo de Flag football.

### World Cup 2000 - Cancún, México
A juzgar por el tercer lugar que Argentina obtuvo en la primera Copa del Mundo de Flag football que se desarrolló en Cancún, México, entre el 24 y 27 de febrero, los jugadores de la Asociación Argentina de Football Americano (AAFA) estuvieron a la cabeza de ese deporte.
El equipo representativo de la AAFA ganó el Grupo 2 al blanquear a sus dos rivales y clasificó directamente para las semifinales. En el debut el derrotado fue Alemania, con un resultado de 13 a 0, mientras que Venezuela cayó vencido por 18 a 0. En semifinales, Argentina perdió ajustadamente con Canadá, una de las potencias, por solamente 13 a 6. El campeón, a la postre, resultó ser Estados Unidos, que venció a los canadienses en el juego de campeonato por 22 a 0.
El equipo en representación de la AAFA fue la revelación del torneo, siendo la segunda mejor defensa en puntos en contra, ya que Estados Unidos recibió 12, solamente uno menos que Argentina.

### World Cup 2001 - Cocoa, Florida, EE. UU.
El equipo integrado por jugadores de la Liga de Flag football organizada por la Asociación Argentina de Football Americano (AAFA) sintió la falta de jugadores grandes para las líneas ofensiva y defensiva y terminó en noveno lugar de la segunda Copa del Mundo de la especialidad, disputada entre el 19 y el 21 de enero en Cocoa, Florida, Estados Unidos.
En la fase inicial, disputada íntegramente el sábado, el equipo que representó a la Argentina debutó venciendo a Alemania por 14 a 7, pero luego cayó ante Canadá por 27-0. A última hora el equipo no pudo con Austria, y perdió con un resultado ajustado: 7 a 0.
La fase final quedó conformada según cada equipo iba escogiendo su ubicación en el cuadro, respetando los récords obtenidos en la primera ronda. Así, a Argentina no lo quedó más que enfrentar a Austria en primer turno, sabiendo que a pesar de la diferencia física a favor de los europeos en ciertos puestos claves, el domingo podría tomarse revancha. Sin embargo, en una mañana con temperaturas de 0 °C, se repitió el mismo resultado de la jornada anterior, aunque el desarrollo de las acciones fueron muy parejas hasta último momento.
Las actividades se desarrollaron entre el 16 y 21 de enero de 2001 (incluyendo torneos abiertos previos a la Copa del Mundo) en esta localidad ubicada a unos 60 kilómetros de Orlando y a solamente dos horas de viaje en auto de Tampa, ciudad en la una semana después se jugó el Super Bowl XXXV. El complejo utilizado es el denominado Cocoa Expo Sports Center, que posee un estadio con luz artificial para 5.000 espectadores, otro para 2.000 personas, tres campos para diferentes deportes y ocho canchas de béisbol, además de contar con alojamiento propio.